# آلتنبرگ (زاکسن)
شهر آلتنبرگ در ایالت زاکسن در کشور آلمان واقع شده است.